# Allomethus unicicolis
Allomethus unicicolis är en tvåvingeart som beskrevs av Skevington 2002. Allomethus unicicolis ingår i släktet Allomethus och familjen ögonflugor. Inga underarter finns listade i Catalogue of Life.